# Oeffag C.II
Oeffag C.II (Öffag C.II) – austro-węgierski samolot rozpoznawczy zbudowany w Österreichische Flugzeugfabrik A.G. Wykorzystywany przez K.u.k. Luftfahrtruppen podczas pierwszej wojny światowej i lotnictwo Wojska Polskiego podczas wojny polsko-bolszewickiej. Samolot, na którym polskie lotnictwo wojskowe wykonywało pierwszy lot bojowy.

## Historia
Samolot skonstruowano w 1916 roku jako rozwinięcie modelu Oeffag C.I. Konstruktorzy zadbali o usprawnienie obsługi poprzez uproszczenie montażu elementów samolotu oraz usprawnienie zakładania linek sterowania, które wyprowadzono na zewnątrz kadłuba. Pierwsze samoloty zostały dostarczone do jednostek lotnictwa armii Austro-Węgier w październiku 1916 roku w ramach pierwszej serii liczącej 32 egzemplarze. Wykorzystywało te samoloty podczas walk na Froncie Wschodnim w składzie Fliegerkompanie (Flik) 3, 11, 13, 14, 18, 20, 22, 25, 26, 27 oraz 30. W samoloty te wyposażono też Flik 31, 36 i 44 walczące w Rumunii oraz Flik 6 operujące w Albanii. Były wykorzystywane głównie do zadań wywiadowczych i łącznikowych. Podczas zadań współpracy z artylerią wyposażenie samolotu można było uzupełnić o radiostację nadawczą (Telefunken lub AS-35) do jednostronnej łączności z ziemią. Podczas użytkowania okazało się, że osiągi samolotu nie odpowiadają oczekiwaniom. W porównaniu z innymi użytkowanymi samolotami Oeffag C.II miał niską zwrotność i prędkość wznoszenia. Duża prędkość lądowania i słaba widoczność z kabiny pilota nie pozwalały na użytkowanie ich przez pilotów o małym doświadczeniu. Mimo wszystko samolot cieszył się uznaniem pilotów, był uważany za maszynę lepszą od Hansa-Brandenburg C.I, na której był wzorowany.
Problemy konstrukcyjne próbowano usunąć w drugiej serii produkcyjnej (również liczącej 32 egzemplarze) poprzez zmniejszenie masy własnej samolotu i montaż silnika o mocy 185 KM (140 kW). W lotnictwie austro-węgierskim samoloty Oeffag C.II zaczęto wycofywać z użycia bojowego w 1917 roku i przekazywać je do jednostek szkolnych.

## Użycie w polskim lotnictwie
Po zakończeniu działań wojennych i wojny światowej 15 samolotów Oeffag C.II zostało przejęte przez odrodzone Wojsko Polskie. Osiem zdobyto na lotnisku w Krakowie, sześć we Lwowie i jeden na lotnisku mokotowskim. Trafiły do 1. eskadry lotniczej bojowej, 2. eskadry lotniczej bojowej i 3. eskadry lotniczej bojowej oraz 9. i 12. eskadry wywiadowczej. Trzy egzemplarze były na wyposażeniu I Niższej Szkoły Pilotów w Krakowie, a później w Bydgoskiej Szkole Pilotów. Na samolocie Oeffag C.II 5 listopada 1918 roku załoga kpt. pil. Stefan Bastyr i por. obs. Janusz de Beaurain wykonała pierwszy lot bojowy polskiego lotnictwa. Rozpoznali pozycje wojsk ukraińskich i zaatakowali bombami transporty na stacji kolejowej Persenkówka.
Jeden egzemplarz Oeffaga C.II utraciła 7 eskadra lotnicza 14 maja 1919 roku podczas działań bojowych wojny polsko-bolszewickiej, kolejny został rozbity w krakowskiej szkole pilotów. Kadłub egzemplarza Oeffaga C.II znajdującego się w Bydgoskiej Szkole Pilotów poddano przebudowie i wykorzystywano w roli karawanu. Kolejne egzemplarze samolotu sukcesywnie wycofywano z użycia i magazynowano. W 1922 roku ich stan nie pozwalał na ich użycie do lotów, zostały skasowane.

## Konstrukcja
Dwumiejscowy dwupłat o konstrukcji drewnianej.
Kadłub o przekroju prostokątnym, konstrukcji kratownicowej i pokryciu drewnianym. Kabina załogi połączona, otwarta, miejsce obserwatora-strzelca zabezpieczone galeryjką będącą jednocześnie podstawą karabinu maszynowego.
Skrzydła dwudźwigarowe, dwudzielne. Komora płatów dwuprzęsłowa, usztywniona nachylonymi do przodu słupkami i naciągami z linek. Lotki tylko na płacie górnym, napęd lotek linkowy.
Napęd – silnik Austro-Daimler Bauart 17000 o mocy 160 KM (118 kW) (egzemplarze I serii o numerach 52.01-52.32) lub Austro-Daimler Bauart 18000 o mocy 185 KM (136 kW) (egzemplarze II serii o numerach 52.50-52.81).
Usterzenie o szkielecie spawanym z rur stalowych, pokryte płótnem. Statecznik poziomy wolnonośny, dwudzielny.
Podwozie trójpunktowe z płozą ogonową. Golenie główne amortyzowane sznurem gumowym.